# Sanzinia
Sanzinia Gray, 1849 è un genere di serpenti della famiglia Boidae, endemico del Madagascar.

## Tassonomia
Comprende le seguenti specie:
- Sanzinia madagascariensis (Duméril & Bibron, 1844)
- Sanzinia volontany Vences & Glaw, 2004